# 一の瀬ファミリースキー場
一の瀬ファミリースキー場（いちのせファミリースキーじょう）およびタンネの森オコジョスキー場（タンネのもりオコジョスキーじょう）は、長野県下高井郡山ノ内町にあるスキー場である。
一の瀬ファミリースキー場とタンネの森オコジョスキー場とは、リフト番号が統一されていることから、一体のスキー場として本項目で扱っている。

## 概要
本スキー場は東館山（標高1,994 m）の北西山麓斜面に広がり、志賀高原スキー場の中央エリアの中でも、多くの宿泊施設を抱える一の瀬地区の中心地区として多くのスキーヤーやスノーボーダーで活況を呈している。
横幅が十分に広く確保された一の瀬ファミリー正面ゲレンデを中心に、その北東側（麓から見て左側）の針葉樹に囲まれた斜面を利用して迂回するように林間コースが3本配置され、これらのコースを正面ゲレンデ両側に配置された二つの高速クワッドリフトを使って滑り降りる単純なコース設計になっている。正面ゲレンデの南西側（麓から見て右側）斜面は、高木が間伐された「タンネの森」と呼ばれる木立のある緩やかで閑静な一枚バーンのゲレンデが広がっている。各コース、ゲレンデは交錯することなく独立性が高いことから、始めて訪れた人であっても迷わずに滑走することができる。
最上部からの景観は、右から焼額山（標高2,009 m）とその麓に広がる焼額山スキー場、その左の小高い丘に一の瀬ダイヤモンドスキー場、更に左側には西館山スキー場を望むことができ、好天時には遠く北アルプスの峰々まで見渡せる絶景が広がる。
一の瀬地区の中心地にあり、志賀高原スキー場内の各スキー場との往来が容易である。一の瀬クワッドリフト降車場からは寺小屋スキー場への連絡コースがあり、一の瀬第3クワッドリフト降車場からは高天ヶ原マンモススキー場と東館山スキー場にアクセスできる。タンネの森オコジョスキー場の一の瀬第8クワッドリフト降車場からも高天ヶ原スキー場に滑り込むことができる。逆に寺小屋スキー場および東館山スキー場からは一の瀬ファミリー正面ゲレンデ上部にアクセスできる連絡コースがあり、高天ヶ原スキー場からは容易にタンネの森オコジョスキー場に入ることができる。また、麓部の一の瀬クワッドリフト乗車場付近にかかる跨線橋を使って一の瀬ダイヤモンドスキー場と往来することが可能である。
麓部は、リフト券売り場、飲食施設、宿泊施設および救護施設などが整ったベース基地が横長に広がり、これらの施設を複数の建屋と異なる事業者によって運営管理がなされている。
本スキー場専用の駐車場は存在しない。日帰り客はタンネの森オコジョスキー場に隣接した「スポーツランド駐車場」もしくは一の瀬ダイヤモンドスキー場に隣接した「パノラマパーキング」を利用するのが便利である。宿泊客は各ホテルに付随した僅かな駐車スペースを利用するか、もしくは一の瀬地区のホテルが共同で管理する「一の瀬駐車場」を利用することができる。
各スキー場のスペックは次の通りである。
一の瀬ファミリースキー場は、リフト4路線、コース4本（連絡コース2本を除く。）、コース配分は上級30%・中級30%・初級40%、標高1,620 m - 1,940 m（標高差320 m）。
タンネの森オコジョスキー場は、リフト1路線、コース1本、コース配分:上級30%・中級40%・初級30%、標高1,660 m - 1,815 m（標高差155 m）。
リフトの運営主体は、どちらのスキー場も志賀高原リゾート開発で、営業期間は11月下旬から5月の大型連休までである。
「一の瀬スキー場」という呼称は、広義においては「一の瀬ファミリースキー場」「一の瀬ダイヤモンドスキー場」「一の瀬山の神スキー場」および「タンネの森オコジョスキー場」の四つのスキー場の総称である。狭義または一般的には一の瀬ファミリースキー場を指し、一の瀬ダイヤモンドスキー場は「ダイヤモンドスキー場」、一の瀬山の神スキー場は「山の神スキー場」、タンネの森オコジョスキー場は「タンネの森」と呼称される。

## コース・ゲレンデ
（滑走延長、平均斜度/最大斜度）

### 初級者コース
- 天狗コース（3,200 m、10°/ 13°）[1]
  - 一の瀬クワッドリフトの降車場を起点として、一の瀬ファミリー正面ゲレンデの下部まで滑走できる志賀高原スキー場でも屈指のロング林間コースである。
  - カーブで幅員が狭くなる部分はあるものの、基本的には幅員が十分確保されて、初級者でも安心してスキーを楽しめる。
  - 一の瀬第3クワッドリフトを利用しても本コースを楽しむことができるが、コース終盤の標高が一の瀬第3クワッドリフト乗車場の標高よりも低いことから、同リフト乗車場に滑り込むにはコース途中で合流してくるパノラマコースに入る必要がある。
  - かつては、コース序盤がパノラマコース（中級者コース）との共用となっていて、コース上部から数えて四つ目のカーブ（二つ目の右カーブ）でパノラマコースは左に分岐していた[5]。
- 一の瀬ファミリー正面ゲレンデ[下部]（550 m、12°/ 18°）[6]
  - 一の瀬ファミリー正面ゲレンデのうち、一の瀬第2ペアリフトA線およびB線の降車場から麓までの部分を指す。幅員120 mという志賀高原スキー場の中でも屈指の幅広ゲレンデとして知られ、初級者向けスキースクール等にも使用される。
  - 滑走延長および斜度について、ゲレンデ[下部]だけの公式な値は公表しておらず、上記数値は国土地理院発行の地形図に基づき計測した概算値である。ゲレンデ[上部]（上級者コース）を含めたコース全体の値は（1,000 m、15°/ 26°）[1]と公表されている。
  - 12月下旬から3月下旬までの主に水曜日乃至土曜日および年末年始はナイター営業を行っている[7]。
- 一の瀬ファミリー・寺小屋連絡コース（520 m、5°/ 11°）[8]
  - 一の瀬クワッドリフト降車場を起点にして、隣接する寺小屋スキー場に滑り込む連絡コースである。
  - 斜面は全体的に緩やかで、一部幅の狭い部分があるが、プルークボーゲンを使えるで技量があれば初級者も滑走可能である。
  - 寺小屋スキー場から一の瀬ファミリースキー場への滑走はできず、別の連絡コースが整備されている。
  - 滑走延長および斜度についての公式な値は公表しておらず、上記数値は国土地理院発行の地形図に基づき計測した概算値である。
- タンネの森オコジョゲレンデ（500 m、10°/ 12°）[3]
  - タンネの樹林を間伐して作られた一枚バーンのゲレンデで、広大な広場状の滑走面とは異なりゲレンデ全体に樹木が残されており、スキーヤーは樹間を縫うようにして滑走を楽しめる。
  - ゲレンデ全体に華やかさはないものの、樹木が防風の役割をすることで風の影響が比較的少なく、落ち着きのある閑静な雰囲気に包まれている。
  - 一の瀬第8クワッドリフトを使って繰り返し滑走を楽しむことができる。
  - 本ゲレンデが整備される以前から一の瀬ファミリー正面ゲレンデと高天ヶ原マンモススキー場との間に連絡コースが2本設けられていた[9]。現在も本ゲレンデを横断することにより連絡コースとしての機能している。

### 中級者コース
- パノラマコース（2,300 m、16°/ 18°）[1]
  - 一の瀬クワッドリフト降車場を起点とした林間コース。
  - コーススタート地点は天狗コース（初級者コース）およびパーフェクターコース（上級者コース）と重複し、三つのコースの分岐点における中央のコースが本コースである。分岐点にはコース案内板が設置されている。
  - かつては、天狗コースをしばらく滑走した先で本コースが左に分岐していたが、上部に新たなコースが設置されて現在のコース形状となり、混雑が緩和され序盤から滑走感を楽しめるようになった[5]。
  - コース後半において、右から再び天狗コースが合流し、左からパーフェクターコース（上級者コース）が合流する。天狗コースはすぐにが右に分岐し、本コースは直進して一の瀬ファミリー正面ゲレンデに合流する。
- 一の瀬ファミリー・高天ヶ原連絡コース（580 m、7°/ 20°）[10]
  - 一の瀬第3クワッドリフト降車場から高天ヶ原マンモススキー場にアクセスする林間コース。
  - 斜度は比較的緩いものの幅員がやや狭く中級者コースに指定されている[11]。
  - 本コースを使って高天ヶ原マンモススキー場から一の瀬ファミリースキー場への滑走はできない（タンネの森オコジョスキー場を経由して滑り込むことができる）。
  - コース終盤で若干登ることにより東館山スキー場にアクセスできる。
  - 1995年頃に開設されたコースで、開設される以前は、タンネの森オコジョゲレンデか、寺小屋スキー場を経由して高天ヶ原マンモススキー場にアクセスしていた。
  - 本コースはタンネの森オコジョゲレンデより標高差にしておよそ150 m上部の斜面を横断していることから、本コースの途中から同ゲレンデに滑り込むことは物理的に可能であるが、スキー場管理者は奨励していない。
  - 滑走延長および斜度についての公式な値は公表しておらず、上記数値は国土地理院発行の地形図に基づき計測した概算値である。

### 上級者コース
- パーフェクターコース（1,500 m、26°/ 30°）[1]
  - スタート地点で、天狗コース、パノラマコースと並走し、やがて3コースの分岐点で最も左側に分岐するコースが本コースである。
  - 上級コースながら全体的にコース幅は広く、圧雪されていれば中級者でも十分に楽しめる。
  - 前半は斜度が比較的ゆるく、中盤以降は最大斜度を含む急斜面となる。
  - かつてコースの前半と後半で質の異なるコブにアタックできる醍醐味があったが、近年はコブが形成される前に圧雪車が入りコースが整備されてしまうことが多い。
  - コースの途中で左に分岐して一の瀬ファミリー正面ゲレンデ[上部]に合流できる。
- 一の瀬ファミリー正面ゲレンデ[上部]（450 m、23°/ 26°）[12]
  - 志賀高原スキー場有数の一枚バーンの急斜面であり、幅が広く志賀高原スキー場の象徴的なコースの一つとなっている。
  - コース中盤に最大斜度となる斜面があり、公式には斜度は26°となっているが数値以上に急なイメージがある（最大斜度32°と記載するガイドブック[13]も存在する）。後半は徐々に斜度が緩やかになり、かつ、全体的にコース幅が広がり、コースが荒れていなければ中級者でも楽しめる。
  - 寒暖の激しくなる春シーズンの冷え込んだ日には、水色のアイスバーン状態になることがあるので注意を要する。
  - ゲレンデの両脇に架かる一の瀬クワッドリフトおよび一の瀬第3クワッドリフトを使って繰り返し滑走を楽しめる。
  - 滑走延長および斜度について、ゲレンデ[上部]だけの公式な値は公表しておらず、上記数値は国土地理院発行の地形図に基づき計測した概算値である。ゲレンデ[下部]（初級者コース）を含めたコース全体の値は（1,000 m、15°/ 26°）[1]と公表されている。

## リフト
（距離、高低差、時間）

### 営業中リフト
- 一の瀬クワッドリフト（1,052 m、312 m、4分23秒）[1]
  - 一の瀬ファミリー正面ゲレンデの麓と最上部を結ぶ本スキー場の主要リフトの一つである。
  - 麓から一の瀬ファミリー正面ゲレンデ中腹まで架かっていた一の瀬第1リフトと一ノ瀬第5リフト、ならびに中腹から正面ゲレンデ山頂に至る一の瀬第4リフトの3つのリフトを廃止して本リフトに架け替えた[14]。四人乗りの高速デタッチャブルリフトに架け替えたことでVTM（Vertical Trancportation Meter（垂直輸送能力））が大幅に向上した。
  - 架設当時は「一の瀬ファミリークワッドリフト」と命名されていた[5]。
- 一の瀬第2ペアリフトA線（374 m、66 m、3分28秒）[1]
  - 一の瀬ファミリー正面ゲレンデ[下部]の中盤を降車場とする初心者向けリフトである。
  - 一の瀬第2ペアリフトB線と平行しており、乗車場も隣り合っているが、A線が距離、高低差ともにB線より短い位置に降車場がある。B線降車場が初級者にとってやや急傾斜であるのに対し、A線降車場からはゲレンデの最後の緩斜面だけを楽しむことができる。
  - かつては、リフトの延長が現在よりも190 m長く、標高も55 m高いB線降車場のすぐ手前までリフトが掛かっていた[11]。
- 一の瀬第2ペアリフトB線（594 m、131 m、4分05秒）[1]
  - 一の瀬ファミリー正面ゲレンデ[下部]の起点を降車場とする初級者向けリフトである。
  - 一の瀬第2ペアリフトA線を利用する初心者よりもやや滑走能力があるスキーヤーを対象にしている。
  - リフトの速度はA線よりもやや早く設定されている。
  - ナイター営業時に使用される[7]。
- 一の瀬第3クワッドリフト（1,014 m、315 m、4分34秒）[1]
  - 一の瀬クワッドリフトと並ぶ本スキー場の主要索道である。
  - 一の瀬ファミリー正面ゲレンデの下部から見上げて、左脇に一の瀬クワッドリフト、右脇に一の瀬第3クワッドリフトが掛かっている。
  - 乗車場および降車場は一の瀬クワッドリフトよりもやや標高が高い。天狗コース（初級者コース）を滑走した場合、標高差の関係で本リフト乗車場に滑り込むことができない。
  - 通常は一の瀬クワッドリフトよりも空いていることが多い[15]。
  - 従来の一の瀬第3リフト架設当時はリフトの延長は半分以下（449 m）であった[14]。
- 一の瀬第8クワッドリフト（466 m、106 m、2分6秒）[3]
  - タンネの森オコジョスキー場で唯一のリフトである。
  - 1990年前後のスキーブームの頃に輸送力アップを図るために高速四人乗りリフトとして架設されたが（所要時間1分56秒）、現在は速度を落として運行されている[11]。
  - 週末を含め常に空いているので、ゲレンデを含めファミリーでゆっくりとスキーやスノーボードを楽しむのに適している。

### 廃止・休止中リフト
- 一の瀬第1ペアリフト（525 m、110 m、-分-秒）[14]
  - かつて一の瀬ファミリー正面ゲレンデ[下部]にあったリフト。
  - 現在の一の瀬第2ペアリフトA線B線と平行して、A線よりもゲレンデ側（南側）に架設されていた。
  - 乗車場は一の瀬第2ペアリフト乗り場の隣、降車場はB線降車場の70 m程下部（手前）であった。
  - 一の瀬クワッドリフト架設により廃止された。
- 一の瀬第4ペアリフト（431 m、170 m、-分-秒）[14]
  - かつて一の瀬ファミリー正面ゲレンデ[上部]に架かっていたリフト。一の瀬クワッドリフト架設により廃止された。
  - 一の瀬第2ペアリフトB線と一の瀬第5リフトの降車場から乗り継いで本スキー場最上部に向かう唯一のリフトであった。
  - 一の瀬ファミリー正面ゲレンデ[上部]だけを繰り返し滑りたいスキーヤーにとっては、現在の様にゲレンデ下部のクワッドリフト乗車場まで都度緩斜面を滑る必要がなく、重宝されていた。
  - 乗車場は一の瀬第2ペアリフトB線の30 m程上部（先）、降車場は一の瀬クワッドリフト降車場の右側上部にある一段高い平坦な広場であり、現在も一の瀬第3クワッドリフト降車場からこの広場に容易にアプローチできる。
- 一の瀬第5リフト（720 m、170 m、-分-秒）[14]
  - かつて一の瀬ファミリー正面ゲレンデにあったシングルリフト。一ノ瀬第2ペアリフトB線の更に北側（ゲレンデと反対側。現在の一の瀬クワッドリフトの位置。）に架設されていた。一の瀬クワッドリフト架設により廃止された。
  - 乗車場は、一の瀬クワッドリフト乗車場の位置にほぼ一致する。降車場は一の瀬第2ペアリフトB線降車場からさらに100 m程先（上部）であった。
  - 現在も一の瀬ファミリー正面ゲレンデ[上部]の滑走中あるいは一の瀬クワッドリフトに乗車中に、降車場跡と降車場からゲレンデにアプローチする滑走面跡を確認することができる。
- 一の瀬第6ペアリフト（684 m、---m、-分-秒）[14]
  - かつてタンネの森オコジョスキー場と一の瀬ファミリースキー場との境界に架かっていたリフト。
  - 一の瀬第3ペアリフトに並行して架設されていた。同スキー場開業時に、一の瀬第7ペアリフト（現在廃止）、一の瀬第8ペアリフト（現:一の瀬第8クワッドリフト）とともに架設された。
  - 一の瀬第3ペアリフトがデタッチャブル高速リフトとして延伸架け替えされる際に廃止となった。
- 一の瀬第7ペアリフト（458 m、125 m、3分49秒）[11]
  - かつてタンネの森オコジョスキー場に架設されていたリフト。
  - 一の瀬第8クワッドリフトがゲレンデ下部から見上げて右側に架かっていたのに対し、このリフトは左側を走っていた。
  - クワッドリフト一本で滑走者の需要をまかなえる状況になり廃止された。
  - 降車場の位置は一の瀬第8クワッドリフト降車場よりも標高が15 m程高く、本スキー場最上部に位置していた。本リフト廃止後、タンネの森オコジョスキー場の最大標高差（155 m）を楽しむには、本リフト降車場跡地までスキーを担いで登る必要がある。

### 料金
2020-2021シーズンの中央エリア限定リフト料金（消費税及び地方消費税込み）は以下の通りである。
志賀高原18スキー場共通リフト券については志賀高原スキー場を参照のこと。
| 券種         | 大人  | 小学生以下 | 備考                                                                         |
| ------------ | ----- | ---------- | ---------------------------------------------------------------------------- |
| 4時間券      | 4,500 | 2,300      | 期間:12/21 - 3/31。                                                          |
| 1日券        | 5,000 | 2,500      | 期間:12/21 - 3/31。                                                          |
| 1日券        | 3,900 | 2,000      | 期間:OPEN - 12/20                                                            |
| 1日券        | 4,100 | 2,000      | 期間:4/1 - CLOSE                                                             |
| ナイター券   | 2,300 | 1,200      | 期間:18:30 - 21:00。本スキー場でのみ利用可。                                 |
| サンライズ券 | 1,800 | 1,800      | 期間:4/29 - 5/5の6:00 - 8:00。本スキー場および高天ヶ原スキー場でのみ利用可。 |

## 施設・サービス

### レストラン
麓の宿泊施設に併設された食堂を中心に数多くのレストランがあるが、スキー滑走により直接アプローチできる店舗は限られる。
- スキー場から直接アクセスできる施設
  - チウーホテル[18]：タンネの森オコジョゲレンデ下部の一の瀬第8クワッドリフト乗車場の真下にある。
  - カフェレストラン「鐘の鳴る丘」[19]：「ホテルむつみ」に併設されたレストラン。一の瀬第8クワッドリフトが近い。
  - レストラン「ファミリー」[20]：一の瀬第3リフト乗車場に近い「ホテルホゥルス志賀高原（旧：志賀スキーロッジ）」に併設されたレストラン。
  - 無料休憩所内[21]：一の瀬ファミリー正面ゲレンデの最下部にあるベース施設の一画にある無料休憩所内にラーメン店がある。
- その他の施設
  - エスニックレストラン「かもしか」[22]：「ホテルジャパン志賀」の1階にあるネパール料理店。
  - 焼肉「おてんま」[22]：「ホテルジャパン志賀」の1階にある焼肉店。
  - リストランテ「アルトピアーノ」[22]：「ホテルジャパン志賀」の別邸レストランでランチタイムは食券制。ディナータイムはオーダー制。
  - カフェ＆レストラン「ロッキー」[23]：「ホテル一乃瀬」に併設された洋食堂。
  - ホテルこだま[24]：一の瀬クワッドリフト乗車場建屋の裏の坂道を下った場所にあるホテル。

### 宿泊施設
一の瀬ファミリー正面ゲレンデあるいはタンネの森オコジョスキー場から直接面したホテルが9施設を含む21施設がある。一部は冬季のみの営業となっている。

団体を受け入れる施設では、冬は修学旅行やスキー合宿、夏は管弦楽や合唱の合宿の受け皿となっている。
- 一の瀬ファミリー正面ゲレンデに面した宿泊施設（2施設）
  - ホテルホゥルス志賀高原
  - ホテルこだま
- タンネの森オコジョスキー場に面した宿泊施設（7施設）
  - ホテルサンモリッツ志賀
  - 志賀ホワイトホテル
  - チウーホテル
  - ホテルむつみ
  - スポーツホテルシルバー志賀
  - ヴィラ一の瀬
  - ホテルジャパン志賀
- その他の宿泊施設（12施設）
  - 志賀グランドホテル
  - 志賀一井ホテル
  - ホテル金栄
  - ホテル山楽
  - ホテル一乃瀬
  - ホテルマウント志賀
  - ホテルアララギ
  - 志賀高原オリンピックホテル
  - シャレー志賀
  - ダイヤモンド志賀
  - 志賀スカイランドホテル
  - ホテル大六
- 廃館・休館となった宿泊施設（括弧内は閉館もしくは休館となった日）
  - 志賀一の瀬荘（2017年9月30日）：一の瀬ファミリー正面ゲレンデに隣接[26]
  - パラダイスカメヤ（2002年）：タンネの森オコジョゲレンデに隣接[27]
  - ホテル玉峰（2015年5月18日）[28]
  - ホテルサンルート志賀高原（2012年10月18日）[29]

## 交通

### 道路
国道252号線にて蓮池から長野県道471号奥志賀公園線に入り5 km余り前進することにより一の瀬地区に至る。県道沿いの左側には「パノラマパーキング」、その手前300 mの三叉路を右に入る（旧県道）と、左側に一の瀬地区の宿泊施設利用者専用の「一の瀬駐車場」、右の坂を登ると日帰り客用の「スポーツランド駐車場」がある。一の瀬ファミリースキー場へのアクセスはパノラマパーキングが近く、タンネの森オコジョゲレンデへのアクセスはスポーツランド駐車場が便利。

### 公共交通機関
長野電鉄長野線の湯田中駅前から長電バス奥志賀高原線で「一の瀬」「一の瀬スキー場」停留所下車。
東日本旅客鉄道北陸新幹線および信越本線の長野駅東口バス広場、或いは東日本旅客鉄道北陸新幹線および飯山線の飯山駅千曲川口バス広場から長電バス急行志賀高原線で「一の瀬スキー場」停留所下車。

## 歴史
- 1960年（昭和35年）：志賀高原観光開発株式会社設立。高天ヶ原スキー場開設。
- 1962年（昭和37年）：志賀高原観光開発は一の瀬にスキーリフト（830 m）を計画。
- 1963年（昭和38年）：一の瀬地区まで夏期の路線バス運行開始。一の瀬スキー場の開発が始まる。
- 1964年（昭和39年）：志賀高原観光開発が一の瀬ファミリースキー場開設。一の瀬第1リフト（569 m）を架設、営業開始。
- 1967年（昭和42年）：一の瀬第2リフト（628 m）を架設、営業開始。
- 1969年（昭和44年）：一の瀬地区まで路線バス運行開始。ナイター営業開始。
- 1970年（昭和45年）：一の瀬第3リフト（449 m）を架設、営業開始。
- 1971年（昭和46年）：一の瀬第4ペアリフト（414 m）を架設。天狗コース、パノラマコース開設。
- 1971年（昭和46年）頃※：パーフェクターコース開設。寺小屋スキー場連絡コース開設。
- 1974年（昭和49年）：一の瀬第5リフト（720 m）を架設、営業開始。
- 1977年（昭和52年）：一の瀬第1リフトを一の瀬第1ペアリフトに架け替え（525 m）。
- 1978年（昭和53年）：一の瀬ファミリースキー場と高天ヶ原スキー場との間に初心者専用講習ゲレンデを3か所開設（タンネの森オコジョスキー場の前身）。
- 1980年（昭和55年）：一の瀬第2リフトを一の瀬ファミリー第2ペアリフトA線（559 m）・B線（596 m）に架け替え。
- 1981年（昭和56年）：一の瀬タンネの森スキー場開設（現:タンネの森オコジョスキー場）。一の瀬第6ペアリフト（固定循環式高速リフト、684 m）、一の瀬第7ペアリフト（453 m）、一の瀬第8ペアリフト（461 m）を架設。
- 1982年（昭和57年）：「スノーフェスティバル'82 The SHIGA」を開催。
- 1985年（昭和60年）：一の瀬第1ペアリフト、一の瀬第4ペアリフトおよび一の瀬第5リフトを一の瀬ファミリートリプルリフト（自動循環式高速リフト、1076 m）にそれぞれ架け替え。リフトの乗り継ぎなしにベース基地からスキー場頂部に至ることが可能となり、ほぼ現在のスキー場の形となった。一の瀬ダイヤモンドスキー場との間にある奥志賀スーパー林道（現:長野県道471号奥志賀公園線）を跨ぐスキーヤー専用の跨線橋が開設された。
- 1986年（昭和61年）：一の瀬ファミリートリプルリフトを一の瀬ファミリークワッドリフト（現:一の瀬クワッドリフト、1,074 m）に架け替え。
- 1987年（昭和62年）：一の瀬第3リフトを一の瀬第3ペアリフト（414 m）に、一の瀬第8ペアリフトを一の瀬第8クワッドリフト（464 m）に、それぞれ架け替え。
- 1989年（平成元年）：一の瀬第3ペアリフトを一の瀬第3高速ペアリフト（自動循環式、1,014 m）に架け替え、一の瀬第6ペアリフトを廃止。
- 1991年（平成3年）：一の瀬第3高速ペアリフトを一の瀬第3クワッドリフト（1,014 m）に架け替え。
- 1992年（平成4年）：一の瀬第8ペアリフトを一の瀬第8クワッドリフト（464 m）に架け替え。
- 1993年（平成5年）頃※：パノラマコースの新コース開設。天狗コースとの共用区間がなくなり、パノラマ分岐コース廃止。
- 1997年（平成9年）頃※：一の瀬ファミリー・高天ヶ原連絡コース（一の瀬ファミリー正面ゲレンデ頂部から高天ヶ原スキー場頂部へ抜けるコース）開設。
- 2008年（平成20年）：志賀高原観光開発を含むリフト4社が統合し志賀高原リゾート開発株式会社となる[32]（翌年に志賀山リフトも統合）。
- 2010年（平成22年）頃※：一の瀬第7ペアリフトを廃止。
- 2015年（平成27年）頃※：一の瀬第2ペアリフトA線（559 m）を短縮（376 m）。

※ 時期不確定につき調査中。